# Heinz Goll (Künstler)
Hannes Heinz Goll (* 31. August 1934 in Klagenfurt; † 27. Jänner 1999 in Sibaté/Cundinamarca nahe Bogotá) war ein überwiegend in Kolumbien aktiver österreichischer Bildhauer, Grafiker und Maler.

## Biografie
Heinz Goll stammte aus einer gutbürgerlichen Klagenfurter Familie – der Vater ein bekannter Anwalt, die Mutter Johanna (geb. Frühauf) Soubrette am Klagenfurter Stadttheater –, brach aber seine Schulausbildung nach dem Besuch dreier höherer Schulen in Klagenfurt, St. Paul/Lavanttal und Villach mit 15 Jahren ab. In einer Keramikschule im belgischen Beernem lernte er den handwerklichen Umgang mit Material und bildete sich danach durch verschiedene europäische Städte vagabundierend in kunstgewerblichen Mal-, Bildhauer und Graviertechniken autodidaktisch weiter. Nach längeren Aufenthalten in Flandern und Wien, wo er nähere Bekanntschaft mit Friedensreich Hundertwasser machte, dessen Einfluss lange Zeit in Golls Erzeugnissen spürbar blieb, kehrte er 1959 nach Klagenfurt zurück, wo er unmittelbar danach einen Preis bei der Ausschreibung der Landesgedächtnisstätte (Kreuzwegstationen am Kreuzbergl) erhielt. Während der 1960er-Jahre galt er als Enfant terrible der heimischen Kunstszene, der die Öffentlichkeit mit exotischen Happenings schockierte. 1964 rief er mit Werner Lössl auf der Heiligengeistschütt in Klagenfurt die „Grüne Galerie“ ins Leben, eine Ausstellung im Freien, die später auch in Freiburg i.Br., Colmar und Innsbruck veranstaltet wurde, gründete dann 1970 in der „Käferkeusche“ auf der Sattnitz das Kunstkollektiv Mieger, sowie andere Kunstkreise wie Circulo 13, Kontaktofen, Spielkreis Kärnten, Werkstatt X-Art Austria. Mit seiner selbst entwickelten Kunsttherapie behandelte er verhaltensauffällige und drogensüchtige Jugendliche in einem selbst initiierten Kärntner Workshop-Programm.
Um dem Provinzialismus zu entkommen, ging er 1974 zum ersten Mal nach Südamerika, lebte dort für einige Zeit in Caracas, wo er analog zu seinem Kärntner Kunsttherapieprojekt ebenfalls einen Workshop gründete. Nach einem weiteren Südamerika-Aufenthalt in Kolumbien ließ er sich dort 1979 endgültig in der Nähe von Bogotá nieder, wo er in Sibaté seine spätere Frau, die Psychologin Piedad Tamayo-Goll kennenlernte.

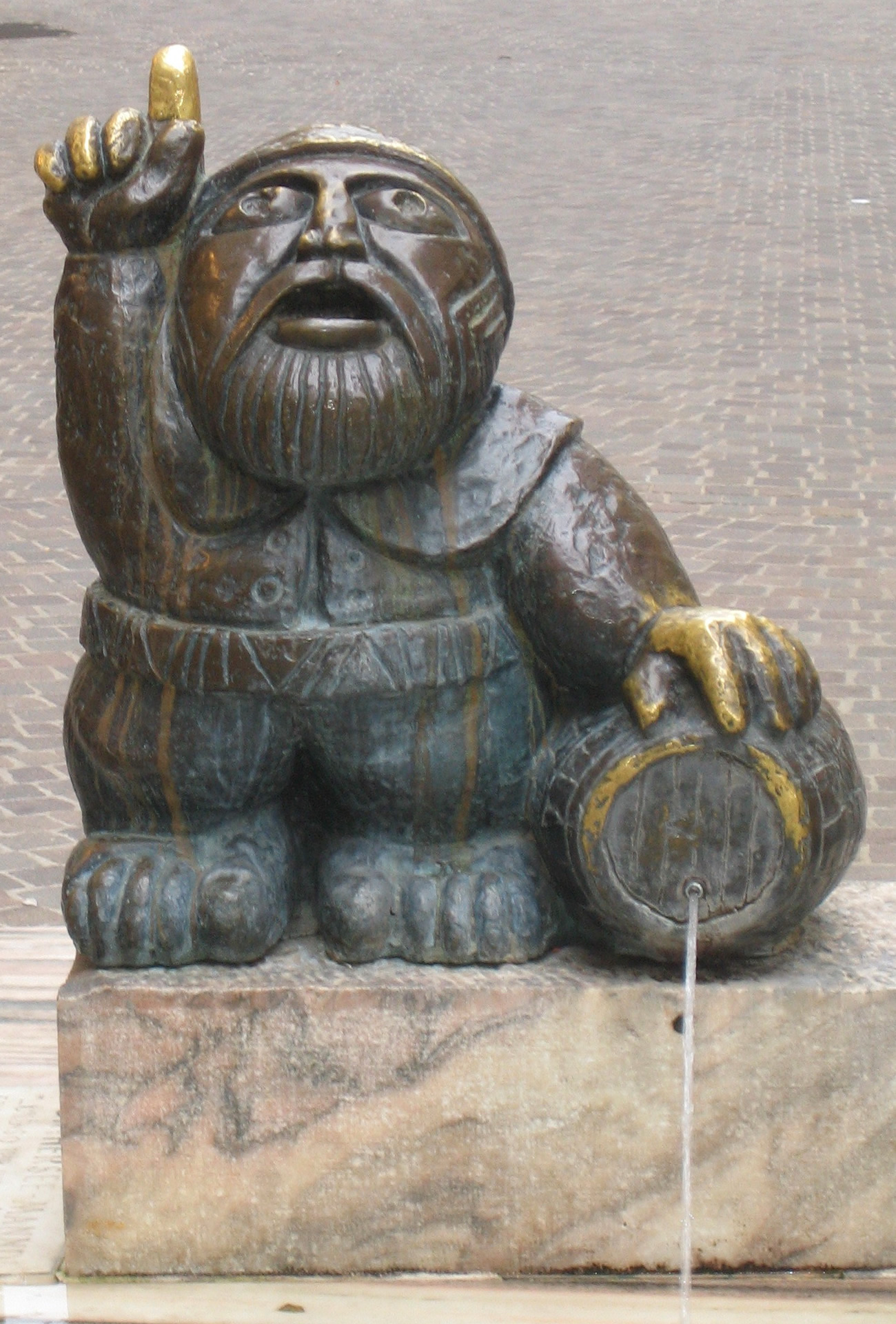
„Wörthersee-Mandl“, 1962

In seinem Schaffen war er bereits seit den 1950er Jahren durch die Vorbildwirkung archaischer Kultur geprägt. Südamerika jedoch führte zu einer künstlerischen Neuorientierung, inspiriert von präkolumbischem Symbolismus und indigener Kunst, was sich in seiner Darstellung des gekreuzigten Jesus Christus am Altar der Christkönigkirche in Krumpendorf verdeutlicht. Er vermischte gern Heiliges und Erotisches, was insbesondere bei seinen nackten Madonnen zur Geltung kommt. Viele seiner Bilder zeigen Gefesselte und politisch Verfolgte in Kolumbien oder Menschen auf der Flucht. Sein letzter großer Auftrag entstand 1997, ein Triptychon des Abendmahls und 20 andere Werke für die Universitätskapelle von Tunja in Kolumbien.
Als er sich Ende des 20. Jahrhunderts zu seiner ersten Ausstellung nach Jahrzehnten in seiner österreichischen Heimat hinreißen ließ, wurde bei ihm Leukämie und Hepatitis C diagnostiziert. Wenige Tage später verstarb er in seiner Wahlheimat im Krankenhaus von Sibaté, dem Ort, in dem er viele Jahre seines Lebens verbrachte und wo er heute begraben liegt.
Sein wohl bekanntestes Werk in der Kärntner Heimat ist das nur etwa 60 cm kleine "Wörthersee-Mandl" samt Fässchen (1962) aus Bronze, im Brunnen auf dem Dr. Arthur-Lemisch-Platz nahe der Kramergasse in Klagenfurt; unter anderem illustrierte er mit Linolschnitten auch Heinz Pototschnigs Gedichtband Nachtkupfer. Die von ihm avisierte Ausstellung in Klagenfurt fand posthum von Dezember 1999 bis Januar 2000 im dortigen „Stadthaus“ statt. Anlässlich seines 10. Todesjahres wurde im Mai 2009 sein kolumbianischer Bilderzyklus im „Haus Grünspan“ in Mühlboden/Feffernitz (Gemeinde Paternion) in Kärnten gezeigt, ergänzt im Juni 2009 durch die Präsentation von vorwiegend kunstgewerblichen Bronze-Skulpturen in Völkermarkt mit archaischen Venus-Figurationen, erotischen Tempeltänzerinnen, weiblichen Priestergestalten, Kreuzen mit geometrischen Mustern und Sonnenstrahlen, sowie sogenannten „Ikonen“ aus den 1970er Jahren.
Sein Leben lang blieb Golls Hauptthema die Darstellung des Menschen mit seinen Existenzfragen, wobei ihm im Laufe der Zeit die Konfrontation mit der sozialen und gesellschaftskritischen Seite der Kunst zusehends wesentlicher wurde, so dass man seine stark individualistisch geprägten Schöpfungen bei all deren Nähe zum Kunstgewerbe auch als Protest eines Künstlers gegen eine als bedrohlich empfundene Technisierung und Überzivilisierung der Welt zu begreifen vermag.